# Boldklubben af 67
Il B-67, abbreviazione di Boldklubben af 67, è una squadra di calcio di Nuuk, fondata nel 1967, che partecipa al campionato di calcio della Groenlandia.
Nasce dalla fusione di due club preesistenti Thorr e Korlokke che diedero poi origine all'attuale club.
Il B-67 ha vinto nella sua storia 13 titoli nazionali (record nazionale), di cui 5 consecutivi (dal 2011-2012 al 2015-2016). Le partite casalinghe vengono disputate al Nuuk Stadium che può accogliere 2.000 spettatori. Nella seconda metà degli anni '80 il club si è concentrato soprattutto sui giovani. Il club partecipa ai campionati dal 1968 ma non ha mai vinto fino al 1993, per poi mantenere posizioni d'élite. La formazione del B-67 costituisce di fatto la colonna portante della selezione della Groenlandia.

## Storia

### Fondazione e campionato '69
Fondato nel 1967 a Nuuk, il Boldklubben af 1967, nasce dalla fusione di due club preesistenti Thorr e Korlokke. Iscritta al campionato Groenlandese, rientra nel girone della Groenlandia Centrale. Nella settima edizione del Torneo Nazionale del 1969, il B-67 batte nel proprio girone di qualificazione Regionale il Iliarssuq accedendo alla fase successiva. Nella semifinale regionale il B-67 batte il Grønlands Seminarius Sportklub/Nuuk IL. Nella finale Regionale di qualificazione il team incontrò il Siumut Amerdlok Kunuk del distretto Sisimiut/Maniitsoq. La squadra si impose per 2 a 1 contro i rivali accedendo al round finale.
Insieme al Nanok-50; Tupilak-41; Kissaviarsuk-33 (vincitrici dei propri gironi di qualificazione); il B-67 nella stagione 1969 compete per il titolo.
Nella fase finale del Torneo il B-67 incontrò il Kissaviarsuk-33 del distretto Sud. La corsa al titolo di Campione di Groenlandia si concluse proprio qui, dove il B-67 venne battuto per 2 a 1.

### Campionato 1981 e anni '90
Dopo alcuni anni di anonimato, il B-67 torna alla ribalta nel 1981, undicesima edizione del Campionato di massima serie. Il Team si classifica al 4º posto della competizione mentre il titolo viene vinto dai concittadini del Nuuk IL.
Nel campionato 1982 il B-67 si qualifica al primo posto del proprio girone di qualificazione battendo il Kagssagssuk Maniitsoq 3 a 2 e pareggiando per 2 a 2 contro il Siumut Amerdlok Kunuk, totalizzando 3 punti. Nella fese Playoffs, in semi finale, viene battuto per 2 a 4 dal Umanak BK 68. Nella finale consolazione per il 3º posto il B-67 incontrò il Siumut Amerdlok Kunuk battuto nella propria semi finale dal Nagdlunguaq-48 per 4 a 3. Il B-67 vince la finale consolazione per 6 a 1 conquistando il 3º posto.
Nella seconda metà degli anni '80 il club, dopo alcuni anni di anonimato, decide un cambio di tendenza che lo porterà ad investire sui giovani.
Nel campionato del 1990, al secondo Round di qualificazione, il B-67 non riuscì a qualificarsi alla Fase Finale piazzandosi al secondo posto del Girone A.
Nell'anno successivo 1991, ventunesima edizione del campionato di massima serie la cavalcata del B-67 è oltre ogni aspettativa. Nel girone di qualificazione della zona centro groenlandese, inserito nel gruppo A, il B-67 si classificò primo con 5 punti a pari merito con il Aqigssiaq Maniitsoq, ma per differenza reti secondo. Qualificatosi alla fase finale di qualificazione, venne inserito nel Girone 2 (Aqigssiaq Maniitsoq;B-67;Siumut Amerdlok Kunuk) dove terminò secondo, riuscendo ad accedere alla Fase Playoffs.
Il 30 Agosto 1991, in semi finale Playoffs il B-67 venne battuto per 3 a 0 dal Kissaviarsuk-33. Il giorno successivo 31 Agosto del 1991, disputò la finale del terzo posto contro il Tupilak-41 venendo sconfitto per 3 a 0. Il team concluse al quarto posto.

### La corsa al titolo
Nel 1992, il B-67 supera il girone di qualificazione del proprio distretto piazzandosi alle spalle del Nuuk IL. Inserito nel Gruppo D, del secondo Round di qualificazione, viene eliminato dalla per differenza reti.
Il campionato 1993 vede il B-67 protagonista. Superato il proprio girone di qualificazione al primo posto con 6 punti davanti alla concittadina Nuuk IL, accede al secondo round.
Supera con 6 punti anche il secondo round di qualificazione davanti a Siumut Amerdlok Kunuk; Kagssagssuk Maniitsoq; Nuuk IL e Aqigssiaq Maniitsoq.
Inserito nel Gruppo 2, accede alle semifinali playoff, piazzandosi al primo posto con 4 punti davanti al Nagdlunguaq-48 per differenza reti. Precedentemente avendo battuto per 4 a 2 il Nagdlunguaq-48 il 25 agosto, battendo per 6 a 0 il Nagtoralik Paamiut il 26 agosto e il giorno successivo venendo sconfitto per 2 a 1 dal Siuteroq Nanortalik-43.
Nella semifinale playoff del 29 Agosto 1993, il B-67 supera il Tupilak-41 per 2 a 1, centrando la finale. Il 30 agosto 1993 al Qaqortoq Stadium, contro il Kissaviarsuk-33, il B-67 si laurea Campione di Groenlandia per la prima volta nella sua storia.

### Il titolo del 1994
Nella stagione 1994, il B-67 campione in carica, detta legge. Nel Girone 1 di qualificazione , si classifica al primo posto con 3 punti e migliore differenza reti davanti al Aqigssiaq Maniitsoq e il FC Malamuk. Si impose precedentemente per 9 a 2 contro FC Malamuk e venendo sconfitto per 3 a 1 dal Aqigssiaq Maniitsoq successivamente.
Nella semifinale playoff, il B-67 batte per 1 a 0 il Kugsak-45 al Nuuk Stadium. Per il secondo anni consecutivo il B-67 centra la finale nazionale lottando per il secondo titolo consecutivo. Nella Finale Nazionale battendo per 2 a 0 il Aqigssiaq Maniitsoq conquistò il secondo titolo nazionale.

### Il 1995 e l'appuntamento rinviato
Nella stagione 1995, il team supera il proprio girone di qualificazione Regionale con la miglior differenza reti e 7 punti al primo posto. Nel secondo Round di qualificazione, inserito nel Gruppo 2, si classifica al primo posto con 7 punti davanti al Siumut Amerdlok Kunuk.
Il 30 Agosto 1995, contro il Kissaviarsuk-33, perde la semifinale playoff con il punteggio di 1 a 0, perdendo l'occasione di giocare la terza finale consecutiva. Il 1º settembre gioca la finale per il terzo posto venendo battuto per 1 a 0 dal Siumut Amerdlok Kunuk.

#### Il 1996 e la conquista del terzo titolo
Inserito nel Gruppo 2 di qualificazione Regionale, batte il 26 agosto 1996 per 5 a 1 il Nagdlunguaq-48. Il giorno successivo al Nuuk Stadium, batte per 3 a 0 il Kugsak-45.
L'ultima sfida del girone contro il Kissaviarsuk-33 è vinta per 5 a 3, il 28 agosto. Primo con 9 punti nel proprio girone, accede alle fasi finali playoff.
In semifinale playoff, incontra il Disko-76, imponendosi per 7 a 0. Il B-67 centra così la sua terza finale. Il 1º settembre 1996 al Nuuk stadium il Team si fregia del terzo titolo nazionale contro il Kugsak-45, battendolo per 6 a 3.

### Delusione 1997 e primi anni 2000
La stagione 1997 si conclude precocemente con l'eliminazione dei campioni in carica al primo turno. Ultimi nel proprio girone con 1 punto, si battono per il settimo posto contro il FC Malamuk.
Al disotto delle aspettative anche la stagione 1998, che vede il B-67 chiudere al 5º posto, battendo il 24 agosto, la selezione del Nagdlunguaq-48.
Il 1999 riserva un deciso cambio di ritmo dopo due stagioni di assenza dall'élite Nazionale. Nel girone di qualificazione Regionale, il B-67 conclude al primo posto con 10 punti. Inserito del Gruppo 1 della fase finale di qualificazione, il B-67 termina al primo posto con 9 punti.
Il 28 agosto 1999, il B-67 batte per 3 a 1 i concittadini del Nuuk IL conquistando la finale. Al Nuuk Stadium, il 30 agosto, contro il Kugsak-45, conquista il suo quarto titolo nazionale.
Seguono stagioni altanelanti e ben al disotto degli obiettivi. Nel 2001 il team viene eliminato alla fase di qualificazione Regionale. La stagione 2002, vede il B-67 superare il proprio girone di qualificazione regionale con 18 punti. Inserito nel Gruppo 2 della fase finale di qualificazione, si classifica secondo con 4 punti alle spalle del Kugsak-45.
Nella semifinale playoff, il B-67 batte per 2 a 3 il Nagdlunguaq-48, conquistando la Finale.
All'Ilulissat Stadium contro il Kugsak-45. il team si gioca il titolo venendo battuto per 3 a 1.

### Il 2003, l'occasione 2004 e il quinto titolo
Il B-67 nella stagione 2003, supera il proprio girone di qualificazione regionale con 9 punti. Qualificatosi alla fase finale della Coca Cola GM venne inserito nel Gruppo 2.
Battendo per 5 a 0 la Disko-76, pareggiando per 2 a 2 contro il Kissaviarsuk-33 e superando con un 2 a 4 il FC Malamuk, il B-67 termina primo il proprio girone.
Nella semifinale playoff, al Qaqortoq Stadium viene battuto per 2 a 3 dal Kugsak-45.
Contro il Narsaq-85, il B-67, con il risultato di 3 a 0 centra il terzo posto.
Nella Coca Cola GM 2004, 34.esima edizione della massima serie, il team si qualifica con i concittadini del Nuuk IL alla fase finale di qualificazione. Secondo dietro al Nagdlunguaq-48 nel Gruppo 1, si qualifica alla fase Playoff.
La semifinale al Nuuk Stadium, contro il Kugsak-45 vede la vittoria per 4 a 0 della B-67 che centra la finale. In finale dovrà arrendersi all'FC Malamuk con il risultato di 1 a 0.
Secondi nella stagione 2004, i vicecampioni nazionali nella stagione 2005 si confermarono tra le squadre da battere. Qualificati insieme al Kagssagssuk Maniitsoq alla seconda fase di qualificazione, superarono il proprio girone. Con 9 punti, primi nel Gruppo 1 della seconda fase, il B-67 accesse alle Semi Finali della Coca Cola GM 2005. Il 29 agosto 2005, in semifinale batte per 2 a 1 il G-44 Qeqertarsuaq all'Uummannaq stadium.
Il 30 agosto si laureò per la quinta volta nella sua storia Campione di Groenlandia con il risultato di 3 a 1 ai danni del Nagdlunguaq-48.

### Il 2005 e la creazione della grande squadra
Campioni Nazionali per la quinta volta, nella stagione 2006, la B-67 si conferma nell'élite calcistica nazionale. In campionato supera il girone di qualificazione regionale venendo inserito nel Gruppo 1 della seconda fase.
Il 7 agosto 2006 batte per 5 a 0 il Nagdlunguaq-48, nella prima giornata del girone. L'8 agosto pareggia al Sisimiut Stadium per 0 a 0 con il G-44 Qeqertarsuaq.
L'ultima giornata del girone vede la B-67 imporsi per 3 a 1 contro la Siumut Amerdlok Kunuk. La formazione conclude il girone con 7 punti conquistando la fase playoff della Coca Cola GM 2006. L'11 agosto 2006, viene battuto per 5 a 4 dal Narsaq-85.
Disputa il giorno successivo la finale per il terzo posto, battendo ai tempi supplementari l'A.T.A.-60 per 2 a 3.
La stagione 2007, vede il B-67 uscire di scena al secondo turno di qualificazione, ultimo, con 3 punti nel Gruppo 2. Il 10 Agosto 2007, con il risultato di 10 a 0, la B-67 si aggiudica il settimo posto ai danni della Kagssagssuk Maniitsoq.
Nella Greenlandic Men's Football Championship 2008, la B-67 pone le basi per quella che sarà la squadra del quinquennio d'oro, vincendo il suo sesto titolo. Superata la prima fase di qualificazione regionale al secondo posto con 7 punti, viene inserita nel Gruppo 2 di seconda fase. Il 10 agosto 2008 pareggia 2 a 2 contro il Kissaviarsuk-33. La vittoria giungerà il giorno successivo con il 2 a 1 ai danni del Eqaluk-56.
Nell'ultima giornata del Gruppo 2 di seconda fase, il B-67 batte per 1 a 0 la Eqaluk-54, qualificandosi come prima alla fase playoff delle semifinali.
Il 14 Agosto 2008 al Qaqortoq Stadium in semifinale, batte con il parziale di 2 a 0 la FC Malamuk, aggiudicandosi la finale. Il 15 Agosto si disputa la finale, vinta dalla B-67 per 1 a 0 contro il Kissaviarsuk-33. Il Boldklubben af 1967 conquistà così il suo sesto titolo.
A sorpresa nella stagione 2009, i campioni vengono eliminati al turno di qualificazione Regionale con 7 punti, senza poter difendere il titolo.

### Il quinquennio d'oro
La stagione della Coca Cola GM 2010 vede la B-67 porre le basi per la Leggenda.
Superato il girone di qualificazione regionale con 9 punti e differenza reti (+12), il team si qualifica alla seconda fase di qualificazione. Il 16 agosto 2010, il B-67 batte per 11 a 0 la Kissaviarsuk-33. Il giorno successivo batte 1 a 2 la G-44 Qeqertarsuaq.
Conclude l'ultima giornata con la vittoria per 1 a 0 sul FC Malamuk al Nuuk Stadium, aggiudicandosi il primo posto per girone e la qualificazione alla fase finale playoff.
Il 20 Agosto 2010, lo scontro con i concittadini del Nuuk IL vale la finale nazionale. La B-67 vince lo scontro per 4 a 0. L'indomani, si disputa la finale contro il G-44 Qeqertarsuaq.
Il B-67 centra la vittoria per 5 a 0, conquistando il settimo titolo nazionale.
La Coca Cola GM 2011 vede un serrato scontro al titolo di campione. La B-67 detentrice del titolo, supera con 9 punti e miglior differenza reti il girone di qualificazione, accedendo alla seconda fase. Si impine davanti al Kagssagssuk Maniitsoq, secondo, con differenza reti (+8) contro (+12). Il 14 agosto 2011 alle ore 15:00, il team pareggia per 0 a 0 con il G-44 Qeqertarsuaq. Nella seconda giornata al Sisimiut Stadium, batte per 4 a 1 il FC Malamuk. Il 17 agosto, per 7 a 0 batte il Eqaluk-56.
Il giorno successivo, 18 agosto 2011 alle ore 13:00, la B-67 batte per 2 a 1 il Kugsak-45, terminando con 10 punti e la prima posizione il proprio girone. Qualificato alla fase finale Playoff, il 19 Agosto, batte in semifinale il Tupilak-41 per 7 a 0.
Allo stadio di Sisimiut, il 20 agosto, si disputa la finale tra il B-67 e il G-44 Qeqertarsuaq. I tempi regolamentari finiscono sull'1 a 1. Lo stallo continua anche nei tempi supplementari, sono quindi necessari i calci di rigore. Il B-67 viene beffato all'ultimo, l'errore che decreta il 7 a 6 regala il titolo al G-44 Qeqertarsuaq.

### I 5 titoli consecutivi - La Regina dei ghiacci
Dalla stagione 2012, il dominio della B-67,conferisce al Team l'epiteto di Regina dei ghiacci.
La straordinaria presidenza di Knud Egede Olsen e l'enorme capacità tecnica del commissario tecnico Christian Laursen, portano il team in 5 anni alla conquista di cinque titoli consecutivi (dal 2011-2012 al 2015-2016).

### Campione 2012
Il primo titolo viene conquistato nel 2012. Superato il girone di qualificazione Regionale con il Siumut Amerdlok Kunuk, la B-67 accede al secondo turno. Il 5 agosto, batte per 4 a 0 la Kugsak-45 sul campo dell'Ilulissat Stadium. Per 6 a 0 il giorno successivo batte l'A.T.A.-60, conquistando altri 3 punti per la testa del girone. Pareggia per 1 a 1 contro il Nagdlunguaq-48, concludendo l'8 agosto 2012 con la vittoria per 8 a 0 sul Nagtoralik Paamiut. La B-67 termina il girone primo con la miglior differenza reti (+18) davanti alla Nagdlunguaq-48 , seconda, con (+12).
Nella semifinale playoff, la B-67, il 10 agosto, affronta la FC Malamuk. Il risultato finale è in favore della B-67 per 6 a 0. Il team centra così la finale.
Contro il Nagdlunguaq-48, la B-67 si gioca l'ottavo titolo della propria storia. Il risultato di 3 a 2 per la squadra di Nuuk regala il titolo.

### Campione 2013
Campione Nazionale 2012, la B-67 è determinata nel continuare a vincere. La stagione 2013, si apre infatti con il passaggio del primo turno di qualificazione Regionale insieme ai concittadini del Nuuk IL. Con 9 punti e la testa del girone, passa anche il secondo turno di qualificazione, battendo prima la FC Malamuk per 1 a 0, la Ilulissat-69 per 6 a 1 e vincendo il 17 agosto 2013 lo scontro con il Kissaviarsuk-33 sullo 0 a 3.
La B-67 passa con il dominio assoluto alla fase finale Playoff, incontrando il 19 Agosto i concittadini del Nuuk IL nella semifinale valevole lo scontro per il titolo. Nel Derby tra concittadine, la B-67 ha la meglio, imponendosi per 4 a 0, conquistando la sua seconda finale consecutiva, dopo quella del 2012. In finale, contro la G-44 Qeqertarsuaq, la B-67 conquista il suo secondo titolo consecutivo per 3 a 2.

### Campione 2014
Fregiatosi del nono titolo della sua storia, la B-67 nella stagione 2014 vuole stupire, raggiungendo il terzo titolo consecutivo. Nella Coca Cola GM 2014, la squadra si qualifica al primo posto del proprio girone di qualificazione regionale con 9 punti, ottenendo la miglior marcatura di reti del girone (23) e solo 2 reti subite.
Qualificata alla seconda fase di qualificazione, la B-67, il 4 agosto 2014, batte per 6 a 0 la Eqaluk-54. Batte il giorno successivo gli Inuit Timersoqatigiiffiat-79, con il punteggio di 3 a 0. Conclude il girone con un pareggio di 1 a 1 contro il Nagdlunguaq-48.
Il Team otterrà comunque il primo posto del Gruppo 1 qualificandosi alla fase finale Playoff con 7 punti. In semifinale, l'8 Agosto 2014, la B-67 batte per 2 a 1 la formazione della G-44 Qeqertarsuaq, centrando la terza finale consecutiva.
Il 9 agosto, al Nuuk Stadium, la B-67 conquista il suo decimo titolo nazionale, terzo consecutivo, contro la FC Malamuk per 1 a 0.

### Campione 2015
Nella stagione 2015, dopo la conquista di 3 titoli consecutivi (2012-2013-2014), la B-67 vuole centrare l'appuntamento con la storia. All'inseguimento del suo quarto titolo consecutivo, il team nel girone di qualificazione regionale conclude secondo, alle spalle della Inuit Timersoqatigiiffiat-79. Totalizzando 12 punti si qualifica al turno successivo di qualificazione. Il 3 agosto 2015, al Qasigiannguit Stadium, la B-67 batte per 3 a 0 il Tupilak-41. Seguono le vittorie per 2 a 1 sull'Inuit Timersoqatigiiffiat-79 e sul Kissaviarsuk-33 con un travolgente 6 a 1. Primo con 9 punti nel Gruppo 2 passa alla fase finale Playoff. In semifinale, il 9 agosto 2015, la B-67 batte per 1 a 0 la formazione della G-44 Qeqertarsuaq centrando uno storico risultato.
La B-67 centra la sua quarta finale consecutiva, l'appuntamento con la storia è l'8 agosto 2015 contro gli Inuit Timersoqatigiiffiat-79.
In palio il quarto titolo consecutivo per la squadra della B-67. Il match si concluderà con il risultato di 3 a 1 in favore della B-67. La squadra entra così nella storia, essendo la prima squadra Groenlandese a centrare 4 titoli consecutivi.

### Campione 2016
Mito di Groenlandia e Regina Nazionale, la B-67 nella stagione 2016, vuole puntare alla Leggenda. L'obiettivo della squadra è continuare a vincere e tentare la conquista del quinto titolo consecutivo. Impresa riuscita solo alle grandi del Calcio Europeo. L'aggressività nel raggiungere l'obiettivo si vede da subito. Con una quota gol straordinaria, 23 reti e una sola subita, la B-67 termina con 6 punti il girone di qualificazione. La striscia di successi non si conclude. Il 7 agosto 2016, la B-67 centra la vittoria sulla G-44 Qeqertarsuaq per 0 a 2.
Insaziabile, ottiene il secondo successo contro il Kagssagssuk Maniitsoq per 2 a 0, e successivamente stendendo il 10 agosto il Siuteroq Nanortalik-43 con il risultato di 4 a 0, il terzo risultato utile consecutivo. Con 9 punti, otto reti fatte e zero subite, la B-67 si qualifica alla fase finale Playoff. Al Nuuk Stadium, si disputa la Semi Finale da favola tra la B-67 e gli sfidanti degli Inuit Timersoqatigiiffiat-79. Il Team di Christian Laursen, travolgendo con un netto 4 a 0 gli sfidanti raggiunge la finale.
Il 14 Agosto 2016, la B-67 entra nella Leggenda: imponendosi per 1 a 3 sugli sfidanti della Nagdlunguaq-48, i ragazzi di Laursen si laureano Campioni di Groenlandia centrando il quinto titolo consecutivo.

### Campionato 2017 e l'addio di Christian Laursen
Dopo la conquista del quinto titolo consecutivo, la stagione della CocaCola GM 2017 vede la B-67 qualificarsi nel proprio girone con 10 punti passando alla fase finale della competizione. Viene iserita nel Gruppo 1 della fase finale. Il 6 agosto batte per 1 a 0 la Inuit Timersoqatigiiffiat-79, il 7 agosto con un sofferto 1 a 2 il Kugsak-45 finendo il proprio girone l'8 agosto con la vittoria per 6 a 0 contro il Siuteroq Nanortalik-43. La B-67 chiude con 9 punti, 9 reti totalizzate e una sola rete subita qualificandosi alle semifinali.
Il 10 Agosto 2017 la B-67 batte per 2 a 1 la formazione del G-44 Qeqertarsuaq centrando la sesta finale consecutiva. L'altra semifinale viene vinta dalla formazione della Inuit Timersoqatigiiffiat-79 che accede alla finale del 12 agosto. Il 12 le due formazioni entrano in campo con due obiettivi distinti; la B-67 per centrare il suo 13.esimo titolo e laurearsi Leggenda di Groenlandia, mentre la Inuit Timersoqatigiiffiat-79 per aggiudicarsi il primo titolo della sua storia. Ai tempi regolamentari la partita è fissa sul 2 a 2 saranno necessari i tempi supplemantari e i calci di rigore per decretare il Campione 2017. Ai calci di rigore gli errori dal dischetto saranno fatali per la B-67 che dovrà cedere il titolo dopo 5 anni alla Inuit Timersoqatigiiffiat-79, l'unica capace di spezzare la serie positiva della squadra di Laursen.
Al termine della stagione il tecnico Christian Laursen lascia la guida della squadra dopo la conquista di 5 titoli consecutivi e il secondo posto del campionato appena concluso. Al suo posto il tecnico Tekle Ghebrelul guiderà la squadra nella stagione 2018.

### Campione 2018
Dopo aver abdicato nel 2017 il titolo di Campione di Groenlandia, nel 2018 la B-67 serve agli sfidanti la propria rivincita. Nell'edizione numero 48 del massimo campionato, la B-67 centra nel proprio girone regionale la qualificazione alle fasi finali con 12 punti e 4 vittorie consecutive, senza subire reti. Viene inserita nel Raggruppamento 2 [Pool.2] con i campioni uscenti della Inuit Timersoqatigiiffiat-79; Kissaviarsuk-33; G-44 Qeqertarsuaq e gli sfidanti della Eqaluk-54.
Il 12 Agosto 2018 presso il Nuuk Stadium il team si impone con il risultato di 10 a 1 contro la G-44 Qeqertarsuaq. Il giorno successivo il team di Laursen replica la vittoria imponendosi per 5 a 1 contro i campioni di Groenlandia della Inuit Timersoqatigiiffiat-79 segnando la rivincita sulla Finale dell'anno precedente. Seguiranno altre due vittorie per 6 a 0 contro la Kissaviarsuk-33 e per 8 a 0 contro la Eqaluk-54.
Con 12 punti, la testa del girone e 4 risultati utili consecutivi, il team si qualifica alle Semifinali Play-off. Il 18 Agosto 2018 viene disputata la semifinale contro il Nuuk-IL dove la squadra si impone con un secco 4 a 1 accedendo alla Finalissima. Il 19 Agosto, a un anno di distanza dall'ultimo titolo, la B-67 si rigioca la possibilità di fregiarsi nuovamente Campione. Contro gli sfidanti della Nagdlunguaq-48, che hanno eliminato nella propria semifinale i campioni uscenti, i ragazzi di Laursen si laureano per la 13.esima volta Campioni di Groenlandia con il risultato di 2 a 0.

## Giovanili
La squadra possiede una formazione giovanile U-18 che ha vinto il campionato groenlandese 13 volte dal 1980. Inoltre la formazione possiede un reparto femminile che ha disputato dal 1980, otto finali del campionato nazionale, senza però mai centrare la vittoria.

## Altri sport
Il Boldklubben af 67 compete anche in altre discipline come pallamano, badminton e calcio a 5. La squadra possiede anche una componente femminile che compete a livello nazionale nel massimo campionato, la Coca-Cola women's GM. 

## Palmarès

### Competizioni nazionali
- Campionato groenlandese: 13 (record)

Campione: 1992-93, 1993-94, 1995-96, 1996-97, 1998-99, 2004-05, 2007-08, 2009-10, 2011-12, 2012-13, 2013-14, 2014-15, 2015-16
Secondo posto: 2002, 2004, 2011, 2017, 2022
Terzo posto: 1982, 2003, 2006
- Campionato groenlandese femminile:[41]

Secondo posto: 1988, 1989, 1990, 1992, 1994
Terzo posto: 1995

## Rosa squadra
| N.  | Pos. | Giocatore              | Data Nascita               |
| --- | ---- | ---------------------- | -------------------------- |
| 16  | P    | Loke Svane             | 3 Novembre 1982 (41 anni)  |
| 3   | D    | Aputsiaq Birch         | 4 Giugno 1985 (38 anni)    |
| 5   | D    | Anders H. Petersen     | 6 Marzo 1981 (42 anni)     |
| 10  | C    | Maasi Maqe             | 2 Novembre 1987 (36 anni)  |
| 8   | C    | John Eldevig           | 12 Marzo 1974 (49 anni)    |
| 14  | C    | Lars-Niels Bertherlsen | 25 Luglio 1981 (42 anni)   |
| 21  | A    | Johan Bidstrup         | 10 Novembre 1998 (25 anni) |
| 67  | A    | John Ludvig Broberg    | 8 Marzo 1988 (35 anni)     |
| (?) | A    | Frederik Funch         | 28 Maggio 1991 (32 anni)   |
| (?) | A    | Norsaq Mathæussen      | 18 Dicembre 1997 (26 anni) |
| (?) | Sco. | Lars Peter Broberg     | 16 Aprile 1990 (33 anni)   |
| (?) | Sco. | Malik Juhl             | 18 Giugno 1989 (29 anni)   |
| (?) | Sco. | Nikki Petersen         | 17 Agosto 1992 (31 anni)   |

## Cronistoria
| Cronistoria del Boldklubben af 1967 | | |
| - 1967: Fondazione B-67 dalla fusione di dissidenti del gruppo Thor e Korlokke. - 1970-1971: Sconosciuto - 1971-1972: Sconosciuto - 1972-1973: Sconosciuto - 1973-1974: Sconosciuto - 1974-1975:Sconosciuto - 1975-1976: Sconosciuto - 1976-1977: Sconosciuto - 1977-1978: Sconosciuto - 1978-1979: Sconosciuto - 1979-1980: Sconosciuto - 1980-1981: 4° in Lega Nazionale Finale Regionale - 1981-1982: 3° in Lega Nazionale Finale Regionale - 1982:1983: Sconosciuto - 1983-1984: Sconosciuto - 1984-1985: Sconosciuto - 1985-1986: Sconosciuto - 1986-1987: Sconosciuto - 1987-1988: Sconosciuto - 1988-1989: Sconosciuto - 1989-1990: Turno Preliminare Lega Nazionale | - 1990-1991: 4° in Lega Nazionale - 1991-1992: Sconosciuto - 1992-1993: 1° in Lega Nazionale (1º Titolo) - 1993-1994: 1° in Lega Nazionale (2º Titolo) - 1994-1995: 4° in Lega Nazionale - 1995-1996: 1° in Lega Nazionale (3º Titolo) - 1996-1997: 1° in Lega Nazionale (4º Titolo) - 1997-1998: Sconosciuto - 1998-1999: 1° in Lega Nazionale (5º Titolo) - 1999-2000: Sconosciuto - 2000-2001: Sconosciuto - 2001-2002: 2° in Lega Nazionale Finale Regionale - 2002-2003: 3° in Lega Nazionale Finale Regionale - 2003-2004: 2° in Lega Nazionale Finale Regionale - 2004-2005: 1° in Lega Nazionale (6º Titolo) - 2005-2006: 3° in Lega Nazionale Finale Regionale - 2006-2007: 7./8. in Lega Nazionale - 2007-2008: 1° in Lega Nazionale (7º Titolo) - 2008-2009: Turno Preliminare Lega Nazionale - 2009-2010: 1° in Lega Nazionale (8º Titolo) - 2010-2011: 2° in Lega Nazionale Finale Regionale - 2011-2012: 1° in Lega Nazionale (9º Titolo) - 2012-2013: 1° in Lega Nazionale (10º Titolo) - 2013-2014: 1° in Lega Nazionale (11º Titolo) - 2014-2015: 1° in Lega Nazionale (12º Titolo) - 2015-2016: 1º in Lega Nazionale (13º Titolo) - 2016-2017: 2° in Lega Nazionale Finale Regionale | - 2017-2018: 1° in Lega Nazionale (14º Titolo ?) - 2018-2019: 4° in Lega Nazionale Finale Play-Offs - 2019-2020: Campionato annullato causa Covid-19 - 2020-2021: Campionato annullato causa Covid-19 - 2021-2022: 2° in Lega Nazionale Finale Regionale - 2022-2023: TBA (da disputare) |
| --- | --- | --- |

- TBA - To be announced - quanto evento in corso.[6]